# 云南翘蛛
云南翘蛛（学名：Iura yunnanensis）为跳蛛科翘蛛属的动物。在中国大陆，分布于云南等地。该物种的模式产地在云南。其种加词 yunnanensis 意为“云南的”。